# Viúva-rabilonga
A Viúva-rabilonga (Euplectes progne) é uma espécie de aves da família Ploceidae.
Pode ser encontrada nos seguintes países: Angola, Botswana, República Democrática do Congo, Quénia, Lesoto, África do Sul, Essuatíni e Zâmbia.